# 鳥影
「鳥影」（ちょうえい）は石川啄木の小説。1908年（明治41年）11月1日から12月30日まで『東京毎日新聞』に連載された。全59回。

## 概要
啄木の小説としては最初に活字化された作品である。
1908年8月22日付の書簡で啄木は「大阪新報の連載小説を依頼されて、五十回許りの『静子の悲』目下執筆中よろこんでくれ玉へ、」と記した。しかし同年10月13日の日記に「静子の悲」を「取出してみたが、我ながら面白くない」と記し、改稿を決意してタイトルを当初「鳥の骸」としたが「それも面白くない」と悩んだ末に「鳥影」としたという経緯を綴った。その後、『明星』同人の栗原古城の紹介により『東京毎日新聞』に連載された。
登場人物には岩手県渋民村の金矢家をモデルとした人物がいる（啄木の中学時代の友人・七郎が作中の昌作など）。作中に、舞台は明確に渋民村と記載されている。
十分な展開以前に約束の掲載期限が到来して、構想すべてを作品化するには至らなかった。啄木は最終回につけた「附記」に
と記した。
物語の構成は「其一」から「其十三」までの13章構成である。
小田切秀雄は、啄木が愛読したイワン・ツルゲーネフの「その前夜」などを手本に「地方の大地主一家を中心に明治末年の知的なタイプのいくつかをとりあげ」た作品と評し、大地主の長男（「過剰な自負心と優越感とを満足させるためだけに動いている」）と若い女教師（「下宿先の貧しい母子をしんみに世話している」）との対照を軸に「諸人物の運命と情熱が展開されている」と指摘した。

## 主な登場人物
- 小川静子
- 小川信吾
- 小川松蔵
- 小川信之
- 加藤
- 平沢清子
- 松原政治